# 義務教育 (台湾)
台湾の義務教育（たいわんのぎむきょういく）では台湾における義務教育の情況を概説する。台湾においては現在国民小学6年及び国民中学3年の計9年が義務教育とされている。

## 法的根拠
- 中華民国憲法 第21条 : 「人民は国民教育を受ける権利と義務を有す」
- 中華民国憲法 第160条 : 「6歳から12歳の学齢児童は一律に基本教育を受け、学費を納めることを免れる。貧苦たる者は、政府により書籍が支給される。学齢を越え基本教育を受けていないものは、一律に補習教育を受け、学費を納めることを免れ、その書籍は政府により支給される」

## 沿革
台湾の義務教育の歴史は日本統治時代の1943年に遡る。それまで台湾各地に設置されていた公学校が6年制の国民学校に改編され、当時の台湾での6歳から12歳の児童の義務教育就学率は70%を越え、当時においては非常に高い就学率を記録している。
1945年、中華民国による統治が開始された台湾では、6歳から12歳の学齢児童が基礎教育を受けるための義務教育制度が施行された。当時の小学校教育機関は国民学校（国校）であった。国民学校以降の中等教育は義務教育ではなく、当時の中学校である初級中学（初中）に進学するためには、初中聯考という選抜を通過する必要があった。
1968年、政府は義務教育9年制を施行した。この時初級中学は国民中学（国中）に改称され、増加する就学生徒に対応すべく多くの国中が新設された。また、国民学校は国民小学に改称され現在に至っている。

## 現況
現在台湾で施行されている『国民教育法』第2条では「およそ6歳から15歳の国民は国民教育を受けなければならない。既に学齢を越えて、国民教育を受けていない国民は、国民補習教育を受けなければならない。6歳から15歳の国民の強制入学は、別に法律（強迫入学条例）を以ってこれを定める」と規定されている。
しかし学齢を越えて国民教育を受けていない国民に対する補習教育に関しては、成文法により就学の義務が定められていない。現在台湾における中国語文盲者の大部分は老人である（日本統治時代に教育を受けたため、中国語の理解力が欠如している場合がある）。
現在台湾の国中卒業者の94.7%が高級中学に進学している現状から、義務教育を12年に延長する意見も出されている。これには諸外国などで義務教育を12年としているケースがあることから、台湾の国際的学力を維持するためにも必要とする推進派と、現在の義務教育9年制でも授業科目の単純化や体罰の問題など未解決の諸問題があり、12年延長を早急であるとして反対する慎重派とが存在している，2014年（民國103年）から6-17歳の学齢児童の教育は無償である。

## 関係項目
- 義務教育